# 谢莱
谢莱（法語：Chesley，法語發音：[ʃɛlɛ]）是法国奥布省的一个市镇，属于特鲁瓦区。

## 地理
谢莱（47°58'37"N, 4°6'37"E）面积21.17 平方千米，位于法国大東部大區奥布省，该省份为法国中北部省份，北起马恩省，西接塞纳-马恩省，西南至约讷省，东南至科多尔省，东临上马恩省。
与谢莱接壤的市镇（或旧市镇、城区）包括：巴尔诺拉格朗日、沙瑟雷、库斯格雷、屈桑日、埃图尔维、拉热斯、迈松莱沙乌斯、普吕西、瓦利耶尔。

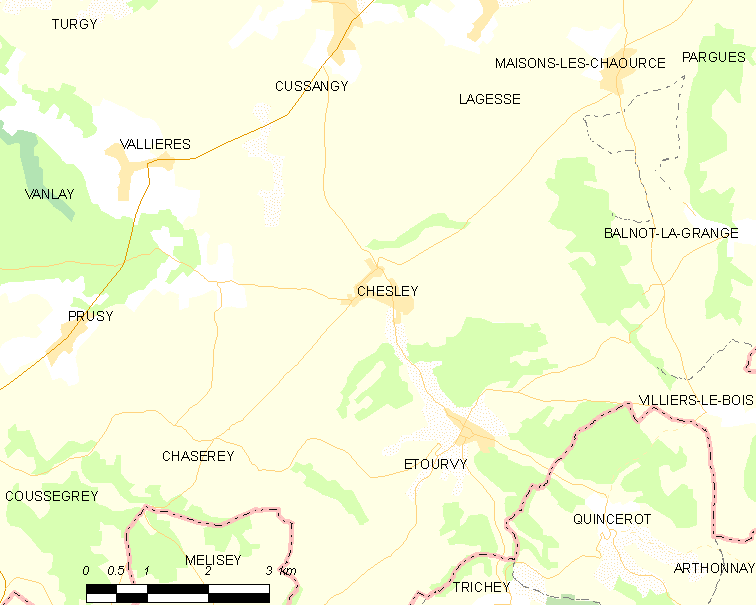
谢莱的OSM定位图

谢莱的时区为UTC+01:00、UTC+02:00（夏令时）。

## 行政
谢莱的邮政编码为10210，INSEE市镇编码为10098。

## 政治
谢莱所属的省级选区为莱里塞县。

## 人口

1962-2008年间谢莱人口变化图示

谢莱于2022年1月1日时的人口数量为295人。